# Campionati africani di trampolino elastico
I Campionati africani di trampolino elastico sono una competizione sportiva organizzata dalla Unione africana di ginnastica (UAG), in cui si assegnano i titoli africani delle diverse specialità del trampolino elastico.
I primi campionati africani di trampolino elastico furono organizzati nel 2002 e si svolgono con cadenza biennale.

## Edizioni
| Anno | Edizione | Città          | Nazione   |
| ---- | -------- | -------------- | --------- |
| 2002 | I        | Algeri         | Algeria   |
| 2004 | II       | Thiès          | Senegal   |
| 2006 | III      | Città del Capo | Sudafrica |
| 2008 | IV       | Walvis Bay     | Namibia   |
| 2010 | V        | Walvis Bay     | Namibia   |
| 2012 | VI       | Pretoria       | Sudafrica |
| 2014 | VII      | Walvis Bay     | Namibia   |
| 2018 | VIII     | Il Cairo       | Egitto    |
| 2021 | IX       | Il Cairo       | Egitto    |